# Marcelo Elgarten
Marcelo Elgarten, mais conhecido como Marcelinho (Rio de Janeiro, 9 de novembro de 1974), é um voleibolista brasileiro que atua como levantador. Atualmente joga no Corinthians-Guarulhos.

## Carreira
Um dos nomes mais vitoriosos do vôlei masculino, nascido no Rio de Janeiro, aos treze anos Marcelinho era parte da seleção carioca mirim de futsal, mas ao ir no treino de vôlei de seu irmão mais velho, Flávio Elgarten, no Clube Israelita Brasileiro-(CIB) em Copacabana, foi convidado a jogar. Logo gostou e resolveu mudar de esporte.No CIB, atuou de 1987 a 1992. Depois de ser Campeão Mundial Juvenil, em 1993, pela seleção brasileira, ganhou certo destaque que lhe rendeu sua primeira contratação no voleibol profissional no time do Papel Report Suzano. Na equipe do técnico Ricardo Navajas, junto de seu ídolo Maurício Camargo Lima, ganhou inúmeros títulos regionais, nacionais e internacionais. Um destes foi já na sua primeira participação na Liga Nacional de Vôlei - atual Superliga - na qual Marcelinho foi crucial para virar a final contra o Palmeiras. No Suzano ficou por seis temporadas. Na temporada 1996/1997 conquista o seu primeiro título Superliga Brasileira de Voleibol, eleito o melhor levantador desta edição como titular absoluto da equipe de Suzano onde atuava ao lado de estrelas do vôlei nacional - Giovane Gávio, Max,Janelson - e internacional - o norte-americano Brian Ivie e o russo Ruslan Olikhver. Em seguida, em 1998, se transferiu para o Olympikus, então sediado no Rio de Janeiro, onde foi mais uma vez eleito melhor levantador. No final de 1999 se transferiu para voleibol italiano para defender o Iveco Palermo, no qual jogou ao lado de ídolos do vôlei mundial como os italianos Luca Cantagali e Vigor Bovolenta e o  cubano Angel Dennis. Marcelinho foi peça fundamental para a classificação da equipe para os play-offs da liga italiana, o time sob o comando do técnico argentino Raul Losano conseguiram um feito a eliminar o Sisley Treviso, que liderou de ponta a ponta o campeonato.
De volta ao Brasil na temporada 2000/2001, o levantador carioca integrou o time de Três Corações (MG), cuja parceria com o Vasco, competiu como Vasco da Gama Três Corações. Marcelinho no futebol é vascaíno e teve a oportunidade de defender o seu time ao lado de antigos companheiros como Ruslan Olikhver, Giovane Gávio e Max. Naquela oportunidade foram campeões cariocas e terceiros colocados na Superliga. Antes de voltar para Europa, onde defendeu o time grego do Panathinaikos, Marcelinho jogou na Unisul de Santa Catarina, ganhado mais uma Superliga.  Ficou quatro anos na Grécia, antes de voltar pro Brasil para jogar no Unisul (onde teve problemas com  o agora técnico Giovane) e no Pinheiros. Após começar 2011 no Sisley Treviso da Itália, onde foi campeão da Copa Europeia, se uniu ao Minas Tênis Clube. Levou o time de Belo Horizonte a duas semifinais da Superliga. Em 2014, fechou contrato com o Sesi-SP.

### Seleção
Em 1993 já era convocado para Seleção Brasileira de Voleibol Masculino na categoria juvenil, e conquistou a medalha de ouro do Mundial Juvenil.
Na Seleção Brasileira de Voleibol Masculino principal, foi convocado pela primeira vez em 1997, pelo técnico Radamés Lattari, e participou das principais campanhas do selecionado brasileiro. Jogou sua primeira edição dos Jogos Olímpicos em Sydney 2000. Suas maiores conquistas com a seleção brasileira foram o ouro na Copa do Mundo de 2007, o ouro no Pan-Americano de 2007, no qual foi eleito o melhor levantador do torneio, e a prata no Pan de 1999. Em 2008, em seu último torneio pela seleção, foi Prata nos Jogos Olímpicos de Verão de 2008.

### Vida pessoal
É divorciado e tem um filho, Pedro (nascido durante a olímpiada em 2008).

## Clubes
| Clube                   | País   | De   | Até  |
| CIB                     | Brasil | 1987 | 1992 |
| Papel Repor Suzano      | Brasil | 1992 | 1998 |
| Olympikus               | Brasil | 1998 | 1999 |
| Iveco Palermo           | Itália | 1999 | 2000 |
| Vasco da Gama           | Brasil | 2000 | 2000 |
| Sport Club Ulbra        | Brasil | 2000 | 2001 |
| Suzano                  | Brasil | 2001 | 2002 |
| Unisul Florianópolis    | Brasil | 2002 | 2004 |
| Panathinaikos           | Grécia | 2004 | 2008 |
| CIMED Florianópolis     | Brasil | 2008 | 2009 |
| Esporte Clube Pinheiros | Brasil | 2009 | 2010 |
| Sisley Treviso          | Itália | 2010 | 2011 |
| Minas Tênis Clube       | Brasil | 2011 | 2014 |
| Sesi-SP                 | Brasil | 2014 | 2015 |
| Pallavolo Lugano        | Suiça  | 2015 | 2016 |
| Botafogo                | Brasil | 2017 | 2018 |

## Títulos e resultados
Campeonato Carioca
- 2000- Campeão atuando pelo Vasco da Gama Três Corações

Superliga Brasileira de Voleibol
- 1997- Campeão atuando pelo Papel Report Suzano
- 1999- Campeão atuando pelo Olympicus Telesp
- 2000- 3º Lugar atuando pelo Vasco da Gama Três Corações
- 2004- Campeão atuando pelo Unisul Florianópolis

Copa Européia
- 2011-Campeão atuando pelo Sisley Treviso

## Premiações Individuais
- 1997- Melhor Levantador da Superliga
- 1999- Melhor Levantador da Superliga
- 2007- Melhor Levantador dos Jogos Pan-Americanos